# Kathedrale von Morelia

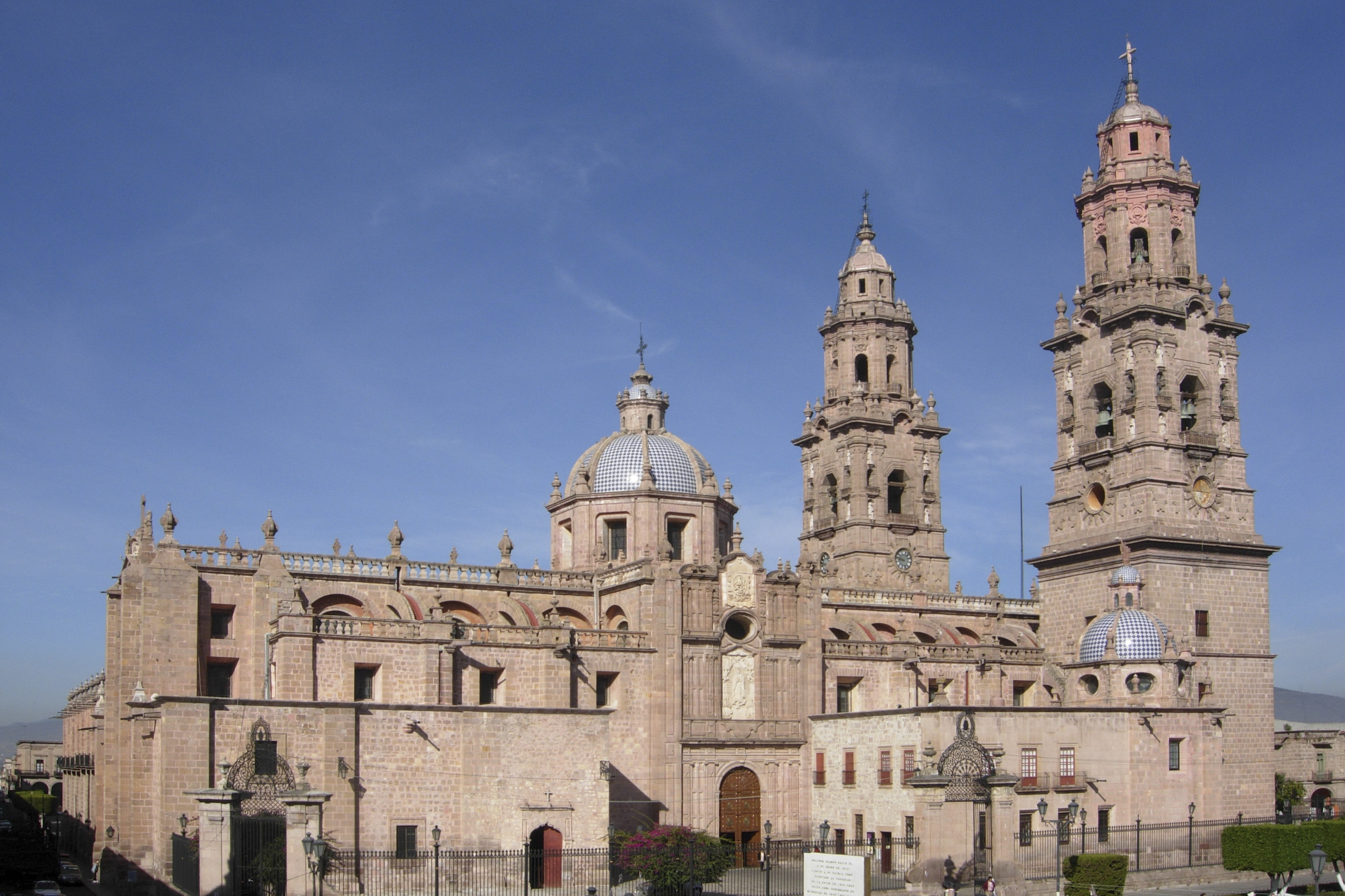
Kathedrale von Morelia

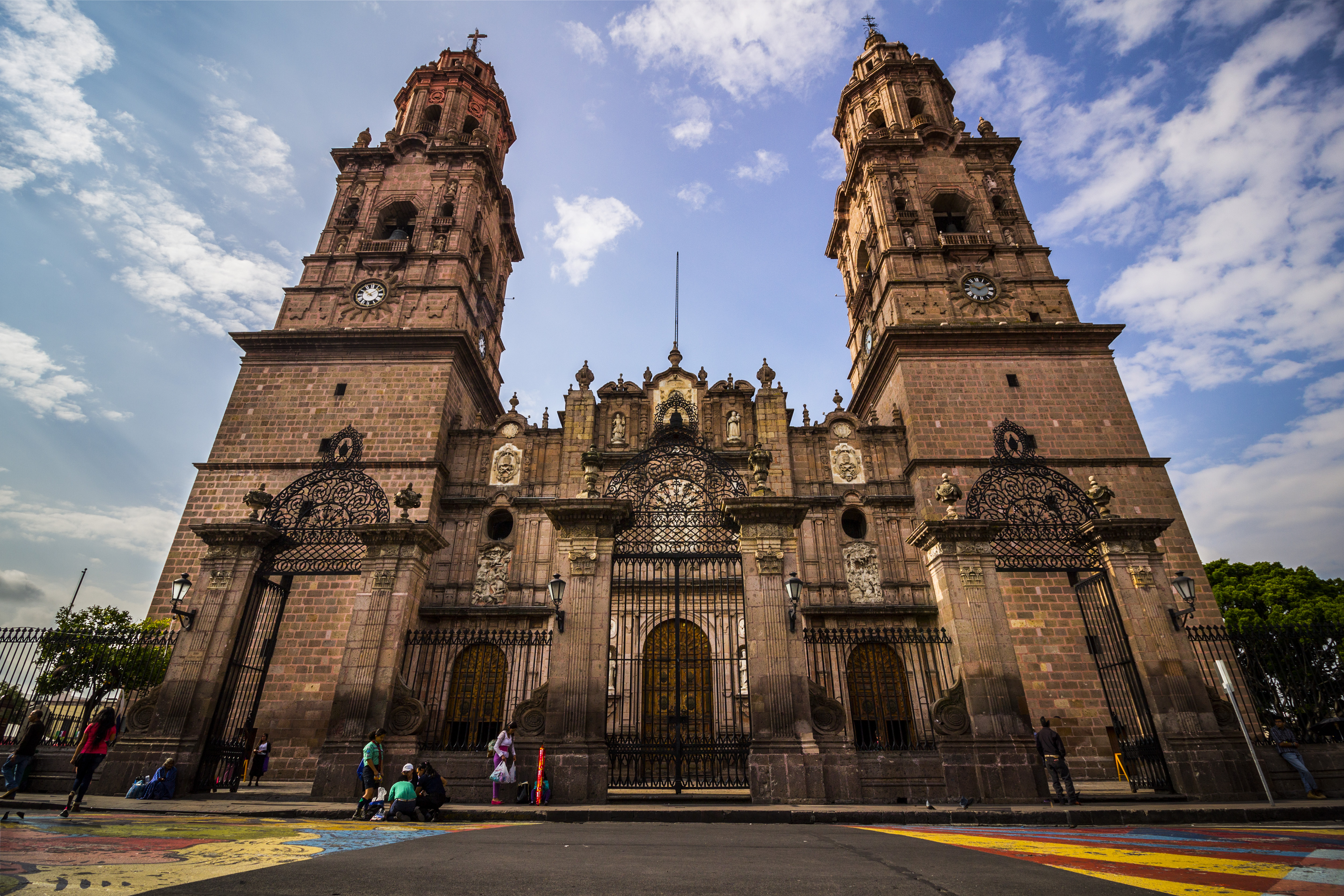
Fassade

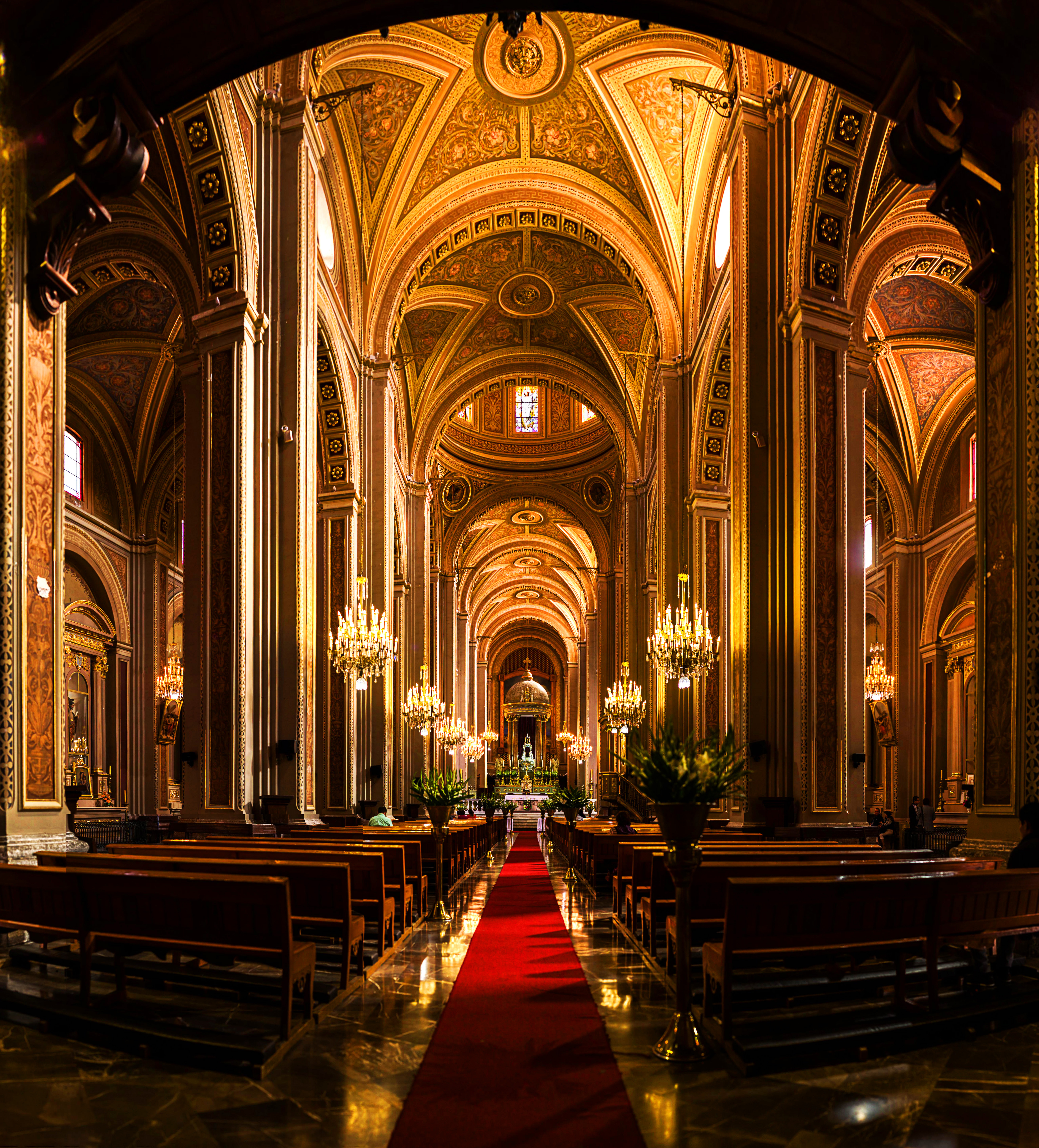
Langhaus, Vierung und Chor

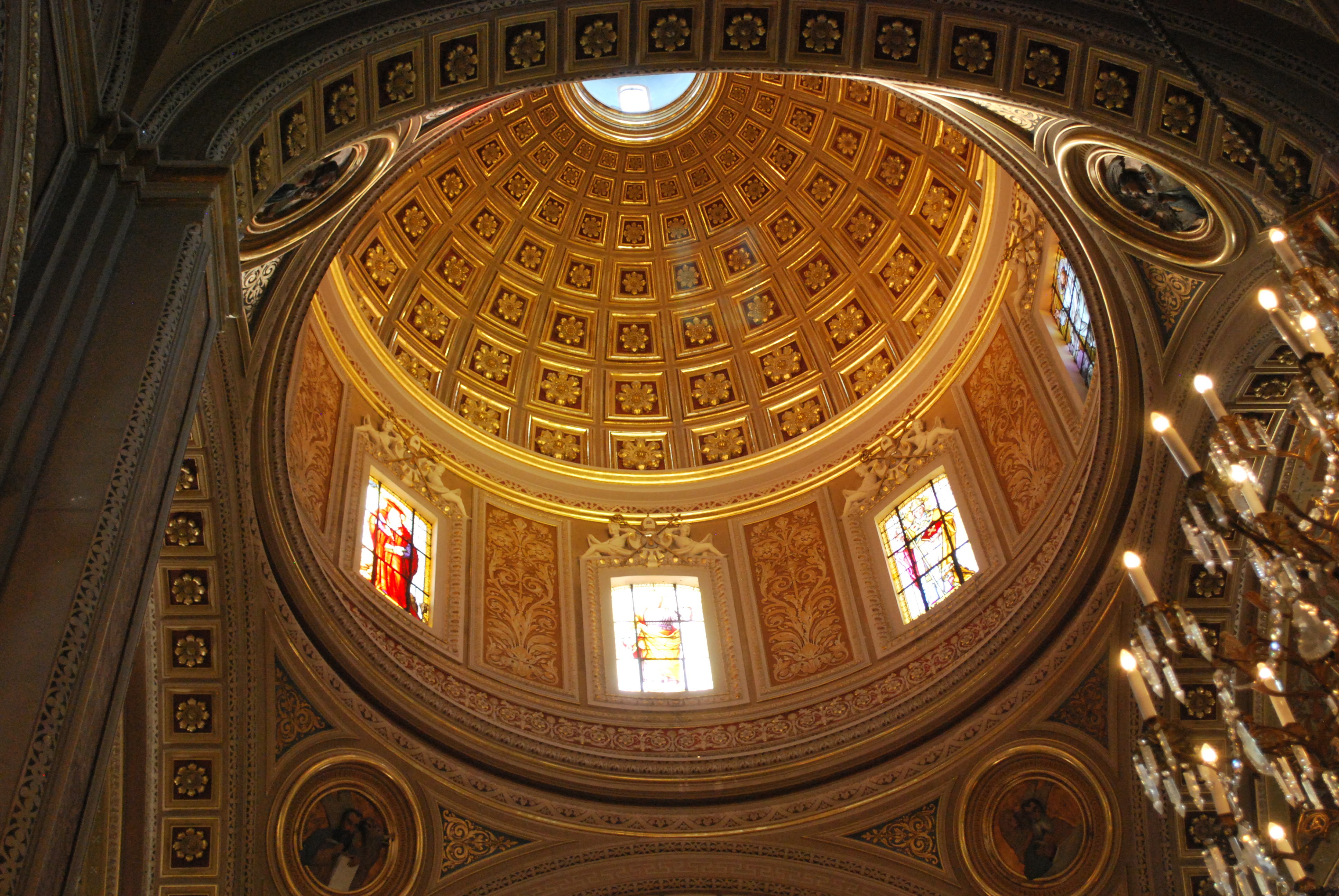
Vierungskuppel

Die der Transfiguration Christi geweihte römisch-katholische Kathedrale von Morelia ist die Bischofskirche des heutigen Erzbistums Morelia mit Sitz in der Großstadt Morelia im mexikanischen Bundesstaat Michoacán. Das bereits im Jahr 1536 von Papst Paul III. eingerichtete „Bistum Michoacán“ wurde im Jahr 1863 zum Erzbistum erhoben und im Jahr 1924 in „Erzbistum Morelia“ umbenannt. Als Bestandteil des historischen Zentrums der Stadt gehört die Kathedrale seit dem Jahr 1991 zum UNESCO-Weltkulturerbe.

## Lage
Die Kathedrale liegt an der Plaza de Armas (oder auch Plaza de los Mártires) im ca. 1920 m hoch gelegenen Zentrum der etwa 300 km (Fahrtstrecke) westlich der mexikanischen Hauptstadt gelegenen Stadt.

## Geschichte
Bereits aus dem Jahr 1580 ist die Weihe einer Bischofskirche in der von 1545 bis 1828 Valladolid genannten Stadt überliefert; diese dürfte die zweite an dieser Stelle gebaute Kirche sein. Mit dem Bau der heutigen, ungewöhnlicherweise nach Norden orientierten Kathedrale wurde im Jahr 1660 im Stil der Spätrenaissance begonnen; bis zu seinem Tod im Jahr 1692 war der italienisch-stämmige Architekt Vizencio Barroquio der leitende Baumeister. Die Fertigstellung des Bauwerks erfolgte im Jahr 1744 überwiegend in Stilformen des klassizistischen Barock.

## Architektur

### Fassade
Der eher niedrige dreiportalige Mittelteil der Fassade wird gerahmt von zwei ca. 67 m hohen Türmen, deren unterer Teil – wie bei vielen spanischen und kolonialzeitlichen Kirchen – völlig schmucklos gehalten ist. Darüber befinden sich jeweils ein Glockengeschoss auf quadratischem sowie zwei kleinere, seitlich offene, Geschosse mit oktogonalem Grundriss, die in kleinen Laternen enden.

### Kircheninneres
Der dreischiffige, ca. 77 m lange und etwa 30 m breite basilikale Bau hat den Grundriss eines lateinischen Kreuzes. Langhaus und Querhaus schneiden sich in der Vierung, die durch einen auf Pendentifs ruhenden durchfensterten Tambour erhöht wird und in einer kassettierten Kuppel mit abschließender Laterne endet. Ein langgezogener Chorbereich verlängert die Kirche deutlich.

## Ausstattung
Bedeutendste Ausstattungsgegenstände sind die von einer von acht Säulen getragenen baldachinähnlichen Kuppel überdeckte und aus Silber gefertigte Monstranz (manifestador), ein silbernes Taufbecken (pila bautismal) und die im frühen 20. Jahrhundert von der Firma E. F. Walcker & Co. in Ludwigsburg, Deutschland, gefertigte Orgel (órgano) mit über 4600 Pfeifen.
Mehrere Ölgemälde von Miguel Cabrera und Juan Rodríguez Juárez befinden sich in der Sakristei und im ehemaligen Kapitelsaal der Kirche.